# Konstantynows radiomast

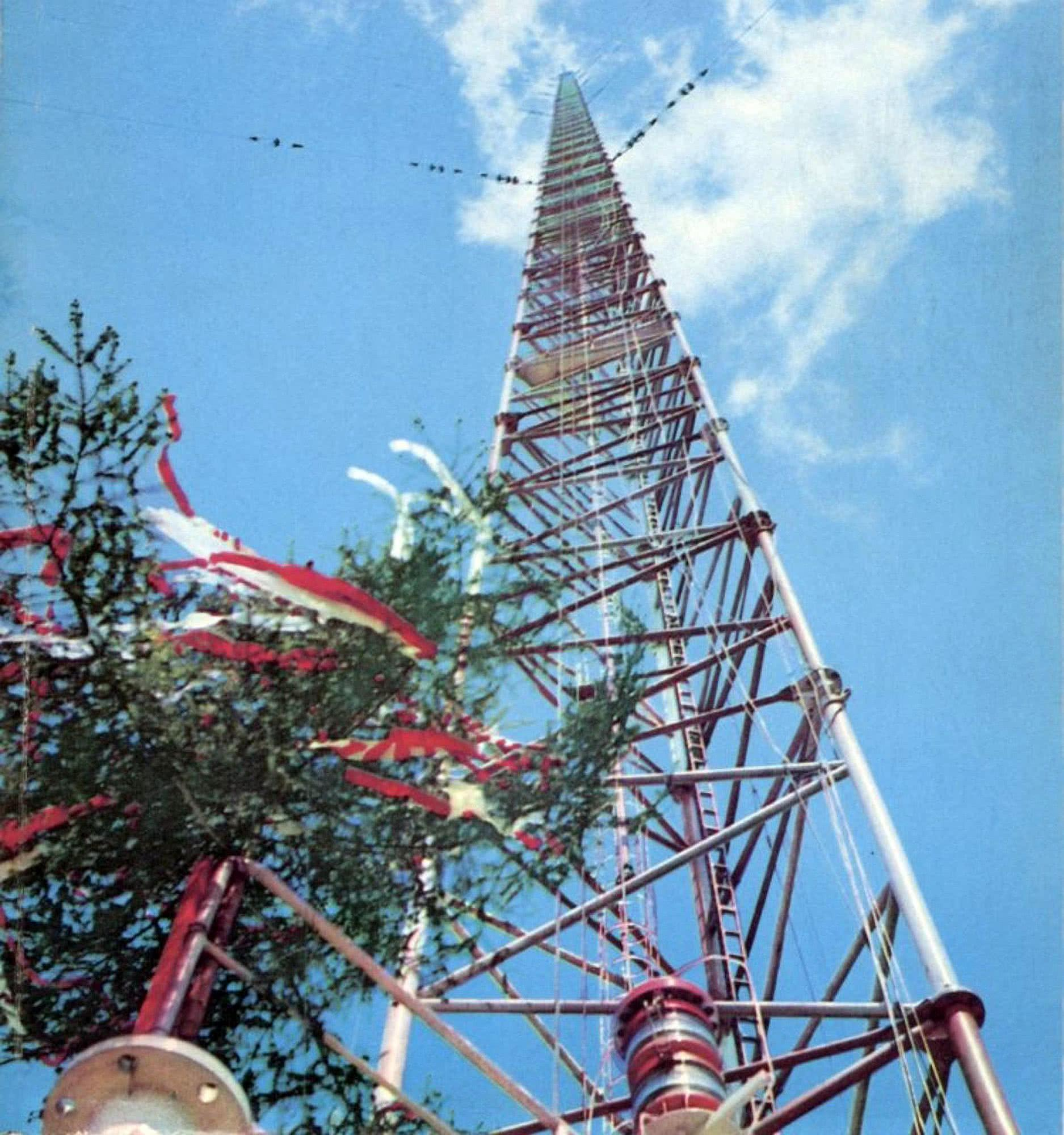
Konstantynows radiomast.

Konstantynows radiomast var världens högsta byggnadskonstruktion genom tiderna fram till 2010 då den 828 meter höga skyskrapan Burj Khalifa i Dubai invigdes. Masten mätte 646,38 meter och var belägen strax utanför Polens huvudstad Warszawa mellan åren 1974 och 1991, och användes för radiokommunikation. Masten rasade samman under en pågående reparation den 8 augusti 1991. Masten reparerades aldrig,
I masten fanns en hiss från Alimak Hek.

## Videor
- http://pl.youtube.com/watch?v=sz80mlpqTT0&mode=related&search=
- http://pl.youtube.com/watch?v=P7HdcDCSTME&mode=related&search=
- http://pl.youtube.com/watch?v=hpzYufJA6uQ&mode=related&search=
- http://pl.youtube.com/watch?v=2lBXPOeGVqI&mode=related&search=
- http://pl.youtube.com/watch?v=5ZrTa9dMXmE&mode=related&search=